# Scheintaranteln
Die Scheintaranteln (Alopecosa), auch als Erdwölfe oder Pantherspinnen bezeichnet, sind eine nahezu weltweit verbreitete Gattung aus der Familie der Wolfspinnen (Lycosidae) innerhalb der Ordnung der Webspinnen. Mit 162 anerkannten Arten einschließlich Unterarten bilden sie nach den Laufwölfen (Pardosa) die zahlenmäßig zweitgrößte Gattung der Familie.
Im Englischen werden die Scheintaranteln angelehnt an die wissenschaftliche Bezeichnung (s. Abschnitt „Systematik“) als Fox spiders (übersetzt: „Fuchsspinnen“) bezeichnet.

## Merkmale

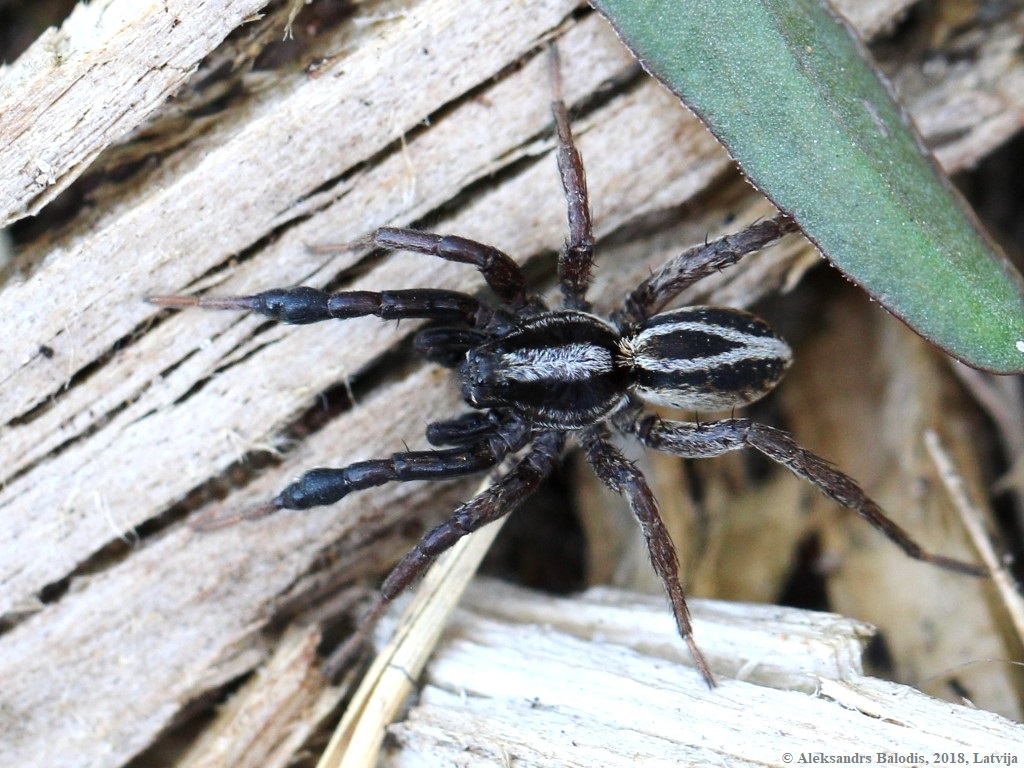
Männchen der Dickfußpantherspinne (A. cuneata) mit auffällig verdickten Tibien des ersten Beinpaares

Die Scheintaranteln weisen je nach Art eine Körperlänge von unter zehn bis etwa 20 Millimetern auf und zählen somit zu den mittelgroßen bis großen Wolfspinnen, deren Körperbau auch die Arten dieser Gattung entsprechen. Dabei sind die Scheintaranteln vergleichsweise kräftig und untersetzt gebaut. Das Prosoma (Vorderkörper) fällt etwa im Vergleich zu dem der Laufwölfe (Pardosa) nur allmählich ab, sodass bei den Scheintaranteln dieser Körperabschnitt deutlich breiter als die ebenfalls dort befindliche Augenpartie in Erscheinung tritt. Die Arten der Gattung verfügen meist über braune oder gräuliche Farbgebungen. Die Ventralseite der Arten weist entweder eine schwarze oder eine blasse Grundfärbung auf.
Der Carapax (Rückenschild des Prosomas) der Scheintaranteln ist mit einem hellen Medianband versehen, das breiter als die Augenpartie erscheint. Auch die Ränder des Carapax sind hell gefärbt. Typisch für die Scheintaranteln sind außerdem die Radiärstreifen auf dem Carapax, die bei einigen Arten jedoch auch undeutlich oder verwaschen sein können.
Die Beine der Scheintaranteln sind stämmig gebaut und die Tibien (Beinschienen) des ersten Beinpaares sind bei den Männchen einiger Arten, etwa der Dickfußpantherspinne (A. cuneata) zusätzlich keulenartig verdickt.
Das Opisthosoma (Hinterleib) ist bei allen Arten der Gattung mit einem auffälligen Herzmal versehen, das je nach Art unterschiedlich geformt und ausgeprägt ist. Es existieren bei dem Spießfleck zwei Grundformen. Darüber können auch weitere Zeichenelemente, wie Punktpaare oder Winkelflecken bei einzelnen Arten der Scheintaranteln auf dem Opisthosoma präsent sein.

### Aufbau der Geschlechtsorgane
Die Bulbi (männliches Geschlechtsorgane) besitzen bei allen Scheintaranteln je eine tegulär angelegte und je nach Art unterschiedlich ausgeprägte Apophyse (chitinisierter Fortsatz).
Die Epigyne (weibliches Geschlechtsorgan) verfügen über je eine Spermathek (Samentasche) und einen sklerotisierten (aus Strukturproteinen bestehenden) Bereich, dessen Aufbau ebenfalls bei den unterschiedlichen Arten variiert.

### Gattungen mit ähnlichen Arten

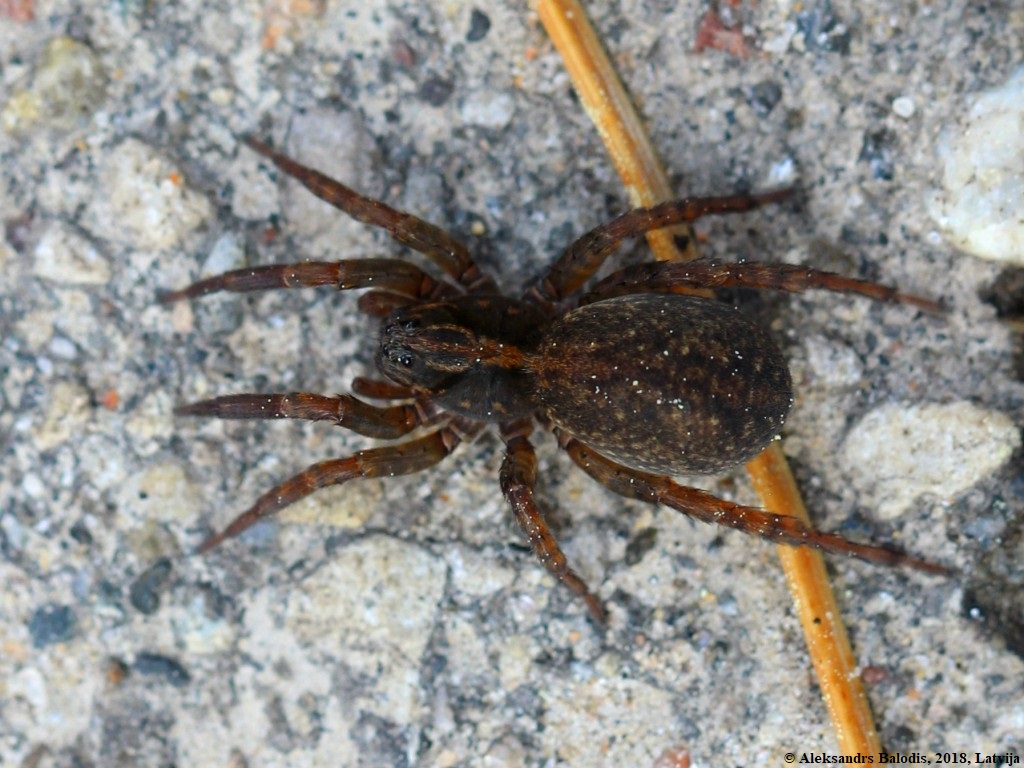
Weibchen der Erdwolfspinne (Trochosa terricola)

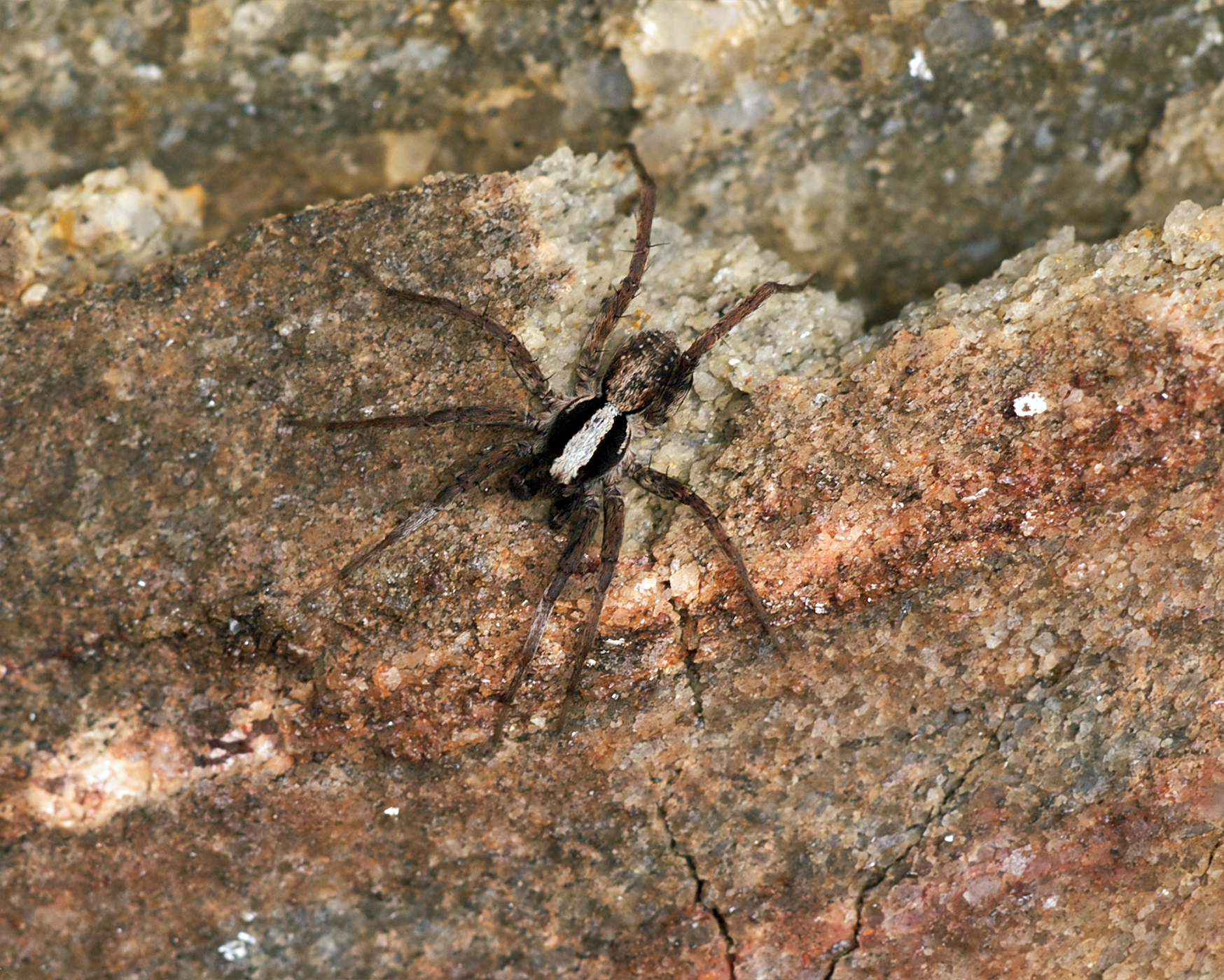
Männchen des Großen Sonnenwolfs (Xerolycosa nemoralis)

Abgesehen von Verwechslungen ähnlicher Arten innerhalb derselben Gattung sind auch welche mit weiteren Gattungen der Wolfspinnen möglich. So bestehen etwa Ähnlichkeiten mit Arten der Gattungen der Nacht- (Trochosa) und der Sonnenwölfe (Xerolycosa), deren Arten ebenfalls über Medianbänder auf dem Carapax verfügen. Bei den Nachtwölfen sind diese aber nicht mit weißen Härchen versehen und haben zudem mit schwarze Ränder.
Bei den etwas kleineren Sonnenwölfen ist dies auch der Fall. Außerdem besitzen diese Spinnen im Gegensatz zu den gedrungener gebauten Scheintaranteln deutlich längere und schmalere Beine, deren Tarsen (Fußglieder) außerdem über je vier Gruppen (zwei längere und zwei kürzere) von Trichobothrien (Tasthaare) verfügen.
Von den ebenfalls zu dieser Familie zählenden Piratenspinnen (Pirata) unterscheiden sich die Scheintaranteln ebenfalls durch die Zeichnung des Carapax. Die Piratenspinnen besitzen im Gegensatz zu ihnen im Bereich der Fovea (einer sichtbaren Einsenkung auf dem Rücken des Prosomas) ein Paar dunkler Bänder, die U- oder V-förmig verlaufen.

## Vorkommen

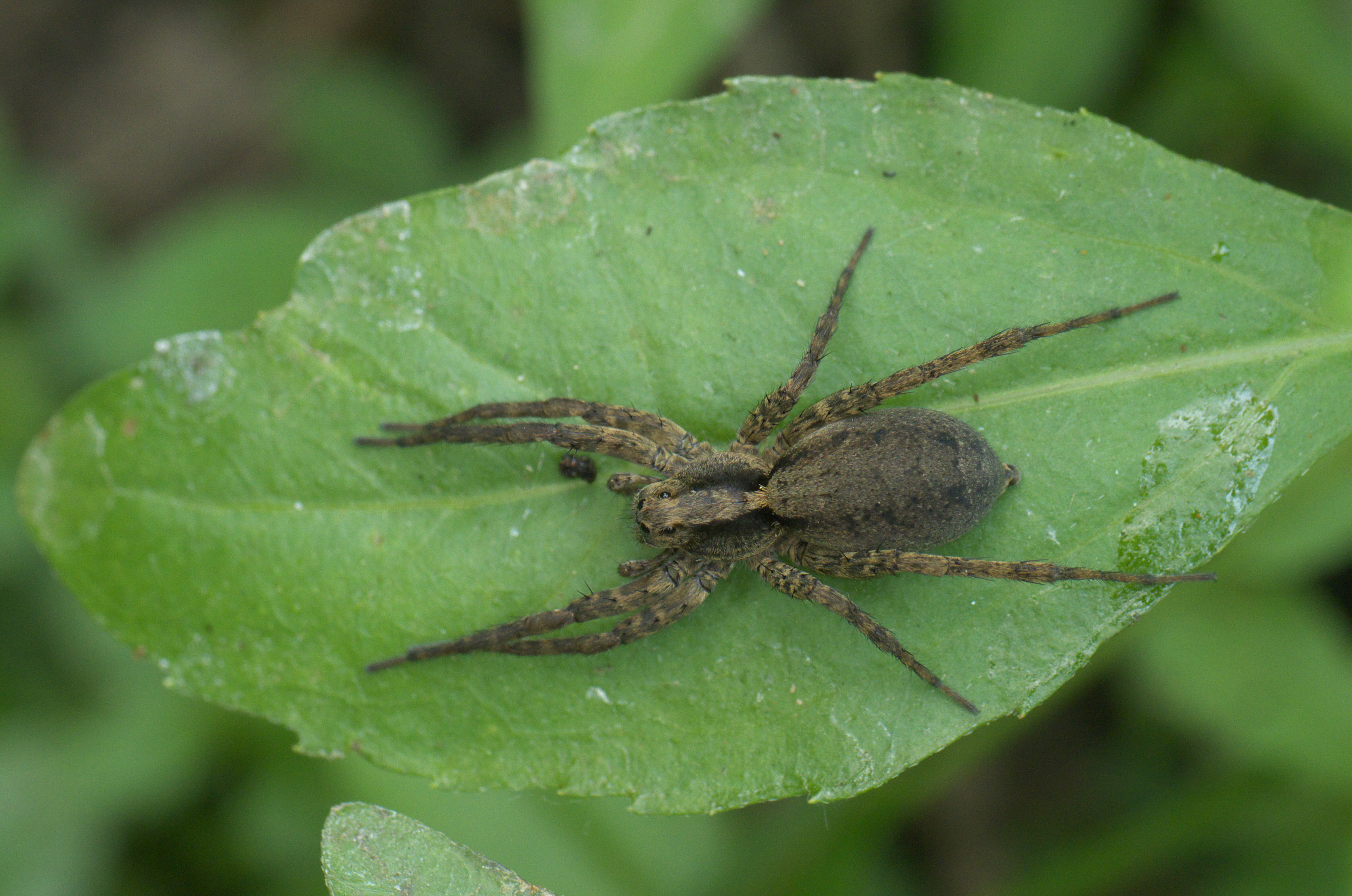
Weibliche Scheintarantel im US-Staat Oklahoma

Die Scheintaranteln sind mit Ausnahme von Antarktika auf allen Kontinenten vertreten. Der Verbreitungsschwerpunkt der Gattung liegt aber in Asien mit Ausnahme Südostasiens, wo nur vergleichsweise wenige Arten, darunter die auf Bali endemische Alopecosa balinensis vorkommen. In Europa ist die Gattung mit 51 Arten vertreten.
In Nordamerika kommen nur wenige Arten wie die Stachelige Pantherspinne (A. aculeata) vor. Alopecosa hirtipes bewohnt zusätzlich auch Kanada und Alopecosa koponeni als einzige Art der Gattung sogar ausschließlich dieses Land. Ebenso sind die Scheintaranteln mit vergleichsweise wenig Arten in Südamerika vertreten. Beispiele wären die in Ecuador vorkommende Art Alopecosa andesiana, die in Venezuela verbreitete Art Alopecosa fulvastra oder die in Argentinien lebende Art Alopecosa restricta.
In Afrika sind nur sehr wenige Arten der Scheintaranteln vorhanden. Dazu zählen Alopecosa atis in Nordafrika und Alopecosa kalahariana in Botswana. In Australien kommt Alopecosa leonhardii vor.

### Arten im deutschsprachigen Raum

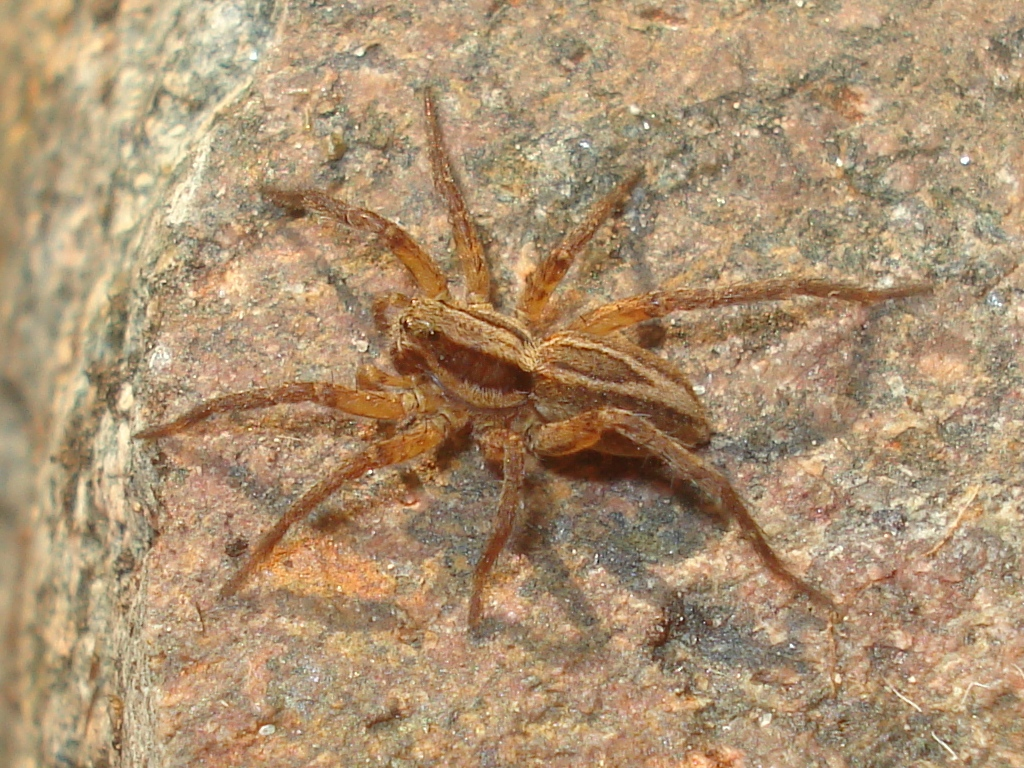
Die Dunkle Pantherspinne (A. pulverluenta) zählt zu den auch in Deutschland weit verbreiteten Arten der Scheintaranteln

In Deutschland, in Österreich und in der Schweiz kommen 16 Arten der Scheintaranteln vor, wobei Alopecosa albofasciata nur den südlichen Teil der Schweiz bewohnt. Bei den im deutschsprachigen Raum vertretenen Arten der Gattung handelt es sich um folgende:
- Bärtige Scheintarantel (A. accentuata) (Latreille, 1817)
- Stachelige Pantherspinne (A. aculeata) (Clerck, 1758)
- Dickfußpantherspinne (A. cuneata) (Clerck, 1758)
- Eilige Scheintarantel (A. cursor) (Hahn, 1831)
- Dünen-Scheintarantel (A. fabrilis) (Clerck, 1758)
- Pfingst-Scheintarantel (A. farinosa) (Herman, 1879)
- Berg-Scheintarantel (A. inquiliana) (Clerck, 1758)
- Alopecosa mariae (Dahl, 1908)
- Kiefern-Scheintarantel (A. pinetorum) (Thorell, 1856)
- Dunkle Pantherspinne (A. pulverulenta) (Clerck, 1758)
- Gestreifte Scheintarantel (A. striatipes) (C. L. Koch, 1837)
- Steppen-Scheintarantel (A. schmidti) (Hahn, 1835)
- Sulzers Scheintarantel (A. sulzeri) (Pavesi, 1873)
- Mittelgebirgs-Scheintarantel (A. taeniata) (C. L. Koch, 1835)
- Balken-Tarantel (A. trabalis) (Clerck, 1758)

### Lebensräume

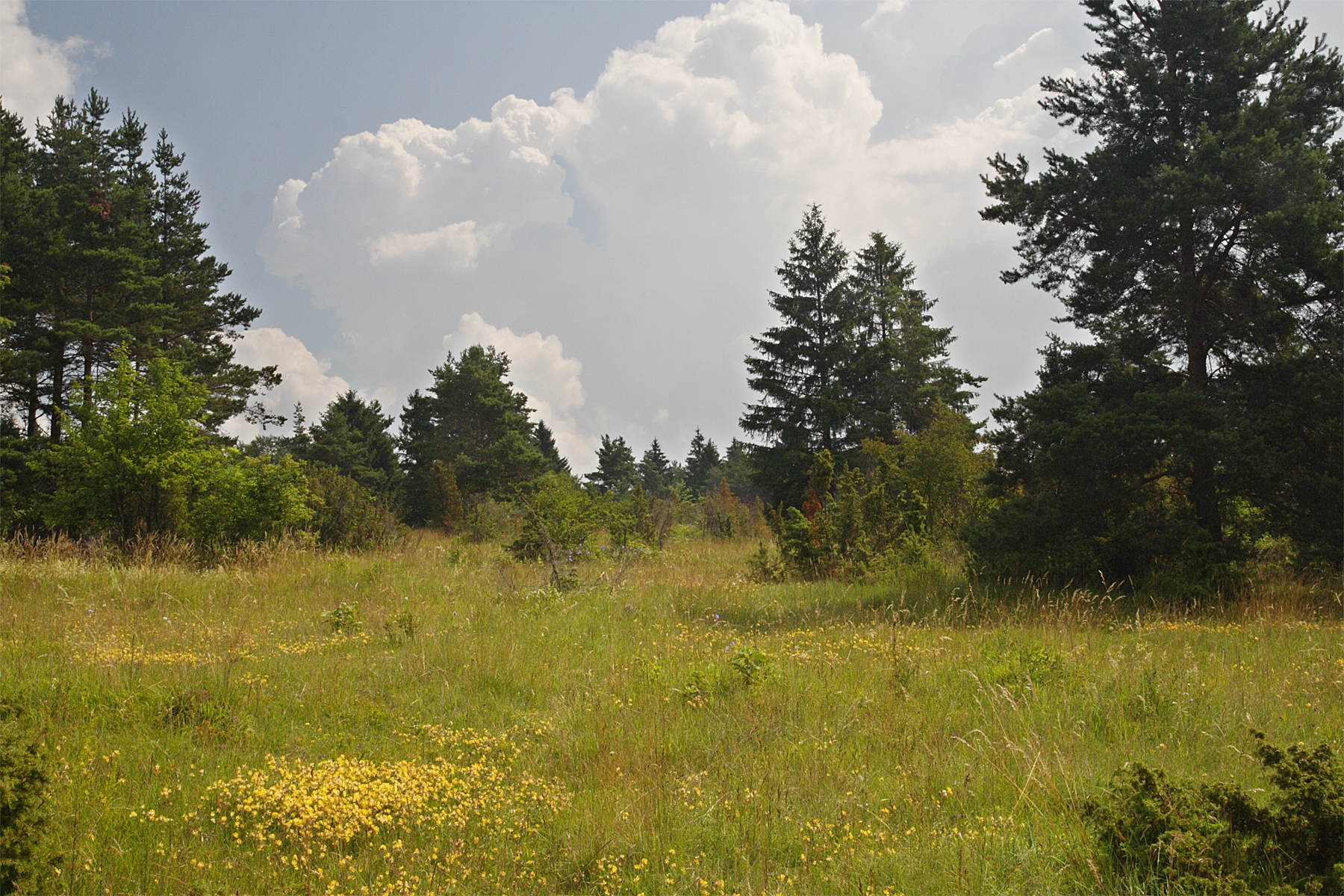
Viele Scheintaranteln bewohnen offene und trockene Fläche wie etwa diesen Magerrasen im Naturschutzgebiet Steinberg-Dürrenfeld (Schwäbische Alb)

Die Habitate können je nach Art sehr unterschiedlich sein, viele Arten bevorzugen aber offene und trockene Gebiete, etwa Heiden, Rasen- und Sandflächen oder auch Waldlichtungen und -ränder. Einige Arten bewohnen auch Ruderalflächen.
Die Anpassungsfähigkeit variiert ebenfalls bei den verschiedenen Arten, so bewohnen einige, wie die Dunkle Pantherspinne (A. pulverulenta) eine Vielzahl von Lebensräumen, während andere, etwa die auf Sandgebiete angewiesene Dünen-Scheintarantel (Alopecosa fabrilis), nur in recht spezifischen Habitaten anzutreffen sind.

### Bedrohung und Schutz

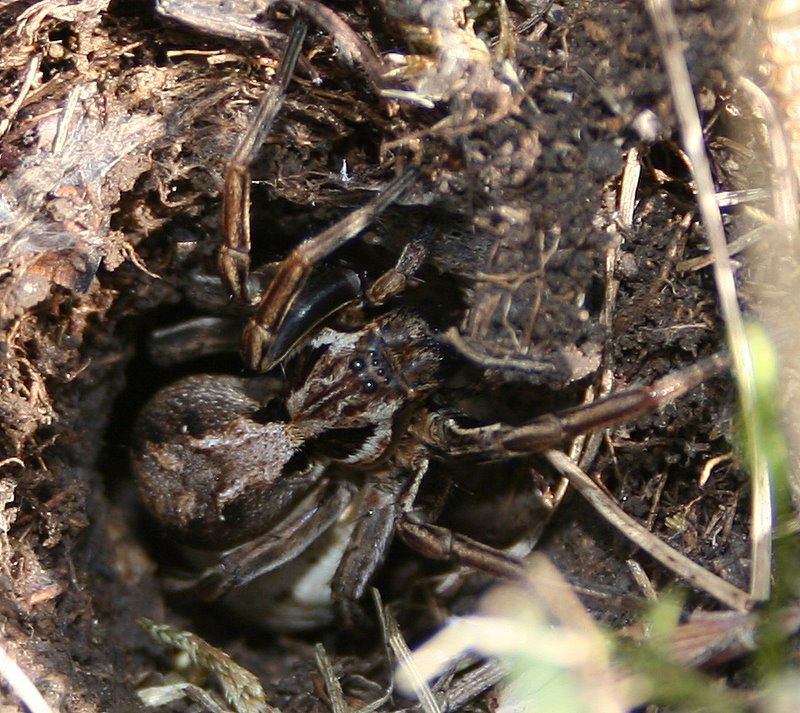
Die Gestreifte Scheintarantel (A. striatipes) zählt zu den stark gefährdeten Arten der Scheintaranteln

Aufgrund der Gebundenheit mancher Arten an gewisse Habitate (s. Abschnitt „Lebensräume“) sind diese einem nicht unbedeutenden Risiko einer Bestandsgefährdung ausgesetzt, was mitunter durch den Rückgang dieser Lebensräume zu erklären ist.
Weit verbreitete und/oder weniger empfindliche Arten, darunter die Bärtige Scheintarantel (A. accentuata) oder die Dunkle Pantherspinne (A. pulverulenta), die beide in der Roten Liste gefährdeter Arten Tiere, Pflanzen und Pilze Deutschlands als „ungefährdet“ eingestuft werden, sind der potentiellen Gefahr eines Rückgangs weniger ausgesetzt als etwa die Berg-Scheintarantel (A. inquiliana), die in der Vorwarnliste („v“) geführt wird.
Andere Arten, etwa die in der Roten Liste gefährdeter Arten Tiere, Pflanzen und Pilze Deutschlands in der Kategorie 3 („gefährdet“) gelistete Dünen-Scheintarantel (A. fabrilis) oder die in der gleichen Kategorie gelistete Steppen-Scheintarantel (A. schmidti), sind von Rückgängen deutlich stärker betroffen. Gleiches gilt besonders für die in der Kategorie 2 („stark gefährdet“) gelistete Gestreifte Scheintarantel (A. striatipes) und Sulzers Scheintarantel (A. sulzeri). Die Kiefern-Scheintarantel (A. pinetorum) gilt ebenfalls als extrem selten, wird aber in keiner Kategorie der Roten Liste gefährdeter Arten Tiere, Pflanzen und Pilze Deutschlands geführt und ist in Deutschland möglicherweise bereits verschollen bzw. ausgestorben.

## Lebensweise

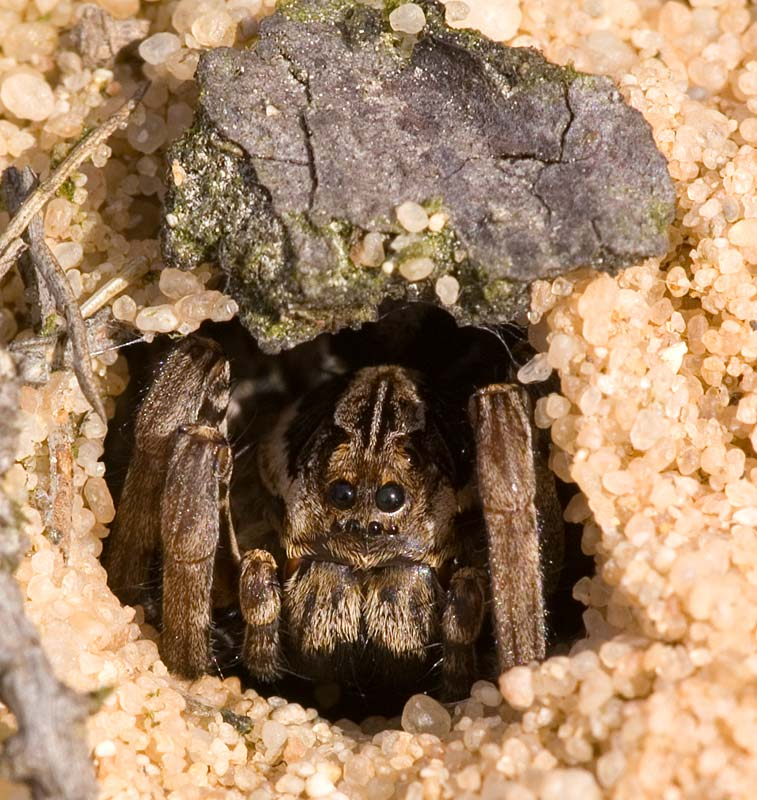
Weibchen der Dünen-Scheintarantel (A. fabrilis) an der Mündung seiner Wohnröhre

Die Scheintaranteln zählen zu den vornehmlich nachtaktiven Wolfspinnen. Die Weibchen graben sich mit Gespinsten ausgekleidete Wohnröhren, die als Aufenthaltsort der Spinnen dienen. Diese Wohnröhren werden in der Nacht verlassen.
Einige Scheintaranteln verfügen dank dichter Haarpolster, die ihnen hydrophobe eigenschaften verleihen, die Fähigkeit, sich auf der Wasseroberfläche fortzubewegen.

### Jagdverhalten und Beutefang

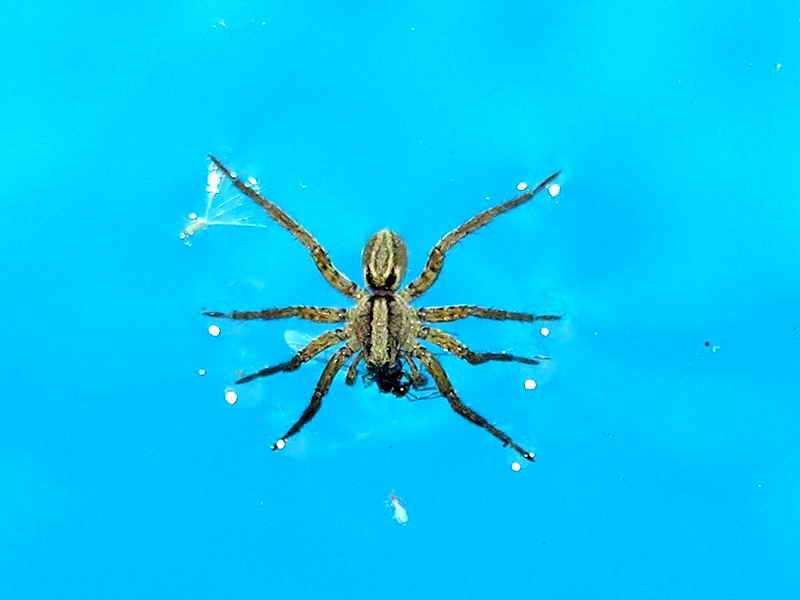
Auf der Wasseroberfläche schwimmende männliche Scheintarantel mit Beute

Das Jagdverhalten der wie nahezu alle Spinnen räuberisch lebenden Scheintaranteln entspricht dem der Mehrheit der Wolfspinnen, womit auch diese Arten ohne ein Spinnennetz zwecks des Beutefangs, sondern freilaufend jagen.
Beutetiere werden wie bei Wolfspinnen üblich mit den gut entwickelten Augen wahrgenommen. Gelangt ein solches in Reichweite der Spinne, überwältigt diese das Beutetier in einem Überraschungssprung, bei dem sie mithilfe der Cheliceren (Kieferklauen) dem Beutetier einen Giftbiss versetzt und dieses somit außer Gefecht setzt. Das Beutetier wird anschließend verzehrt.

### Lebenszyklus
Der Lebenszyklus ist bei den Scheintaranteln in mehrere Etappen gegliedert und zumeist jahreszeitenabhängig.

#### Phänologie
Die überwiegend in den gemäßigten Klimazonen verbreiteten Arten der Scheintaranteln verfügen je nach Art und Geschlecht über eine verschieden ausgeprägte Phänologie (Aktivitätszeit). Dabei sind alle Arten allerdings vornehmlich in der warmen Jahreszeit aktiv.

#### Balz und Paarung
Geschlechtsreife Männchen der Scheintaranteln suchen die Wohnröhren von arteigenen Weibchen auf und tun dies nicht selten auch am Tag. Wurde eine solche mithilfe der vom Weibchen ausgesonderten und ebenfalls artspezifischen Pheromonen (Botenstoffe) aufgespürt, beginnt es mit einem für Wolfspinnen üblichen Balztanz, bei dem das Männchen alle Extremitäten einschließlich der Pedipalpen (umgewandelte Extremitäten im Kopfbereich) und das Opisthosoma mit einbezieht. Auch Bewegungen des ganzen Körpers sind bei dem Balzverhalten der Scheintaranteln nicht ungewöhnlich.
Bei der Paarung besteigt das Männchen wie üblich das Weibchen von oben und führt abwechselnd seine Bulbi (männliche Geschlechtsorgane) in die Epigyne (weibliches Geschlechtsorgan) seiner Partnerin ein.

#### Eiablage und Heranwachsen der Jungtiere

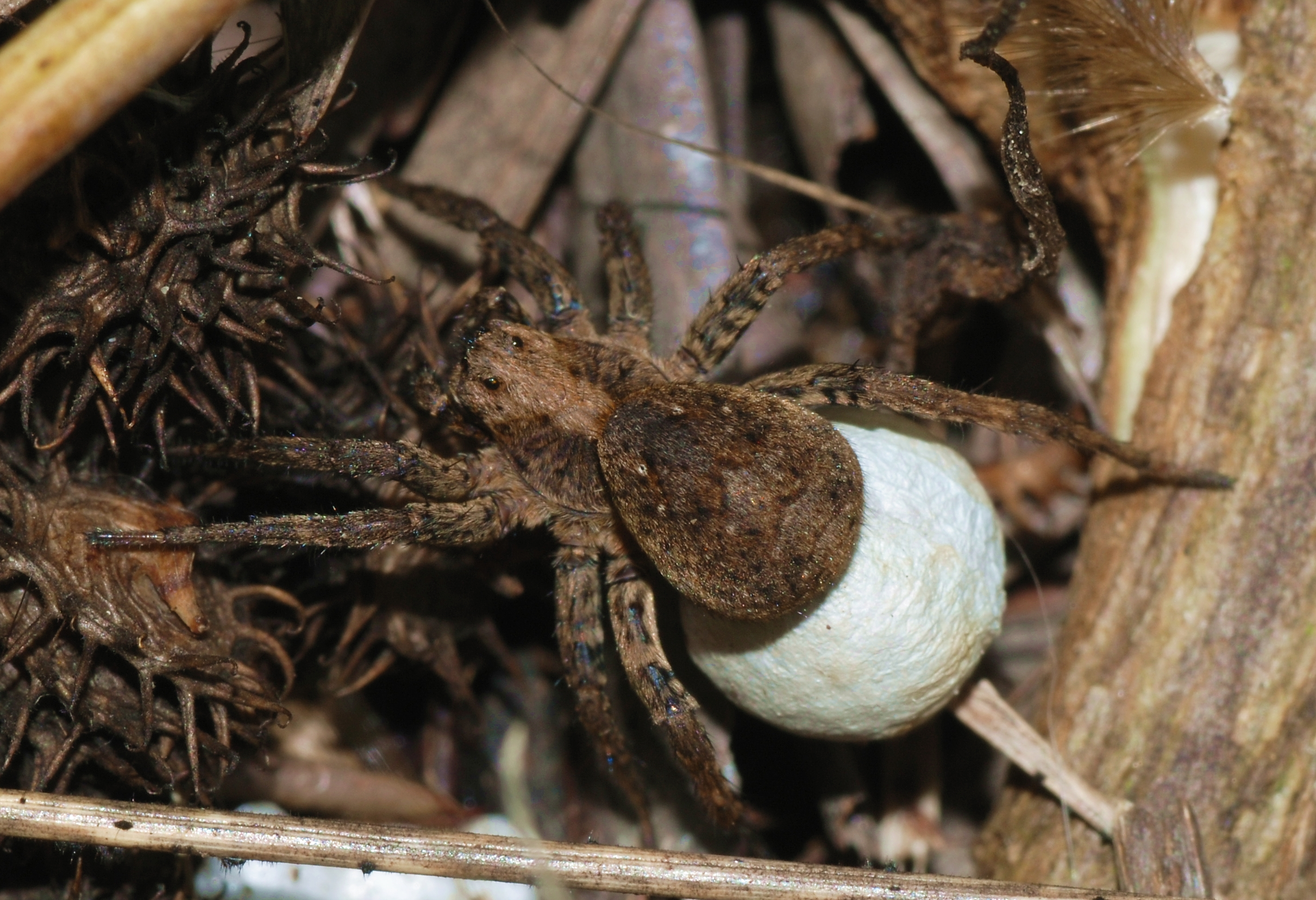
Weibliche Scheintarantel mit Eikokon

Einige Zeit nach der Paarung legt das Weibchen einen Eikokon an, der wie bei allen Wolfspinnen an den Spinnwarzen angeheftet von diesem transportiert wird. Die meiste Zeit hält sich das Weibchen allerdings mit dem Eikokon in der Wohnröhre auf und hält diesen dort am Tag gelegentlich zum Wärmen der Sonne entgegen.
Die nach einer weiteren Zeitspanne schlüpfenden Jungtiere klettern nach diesem Vorgang ebenfalls nach Eigenart der Wolfspinnen auf das Opisthosoma der Mutter und lassen sich von dieser dort einige Zeit tragen, ehe sie sich verselbstständigen und verstreuen. Die Jungtiere legen nach einiger Zeit wie die ausgewachsenen Spinnen Wohnröhren an und verhalten sowie Jagen ebenso wie diese. In den gemäßigten Klimazonen überwintern sowohl die Jungtiere als auch ausgewachsene Spinnen in der Wohnröhre. Die Jungtiere erreichen dann nach der Überwinterung im Folgejahr die Geschlechtsreife.

## Systematik
Die Gattung der Scheintaranteln wurde 1885 von Eugène Simon erstbeschrieben und ist heute mit 162 anerkannten Arten mitsamt Unterarten nach den Laufwölfen (Pardosa) die zweitgrößte Gattung innerhalb der Familie der Wolfspinnen (Lycosidae). Die Typusart der Gattung ist die Dünen-Scheintarantel (A. fabrilis).
Die mediterranen Arten der Scheintaranteln wurden vor deren Erstbeschreibung wie andere ähnlich große dort vorkommende Wolfspinnen, darunter solche der Gattungen Hogna und Lycosa gemeinsam in die heute aufgelöste Gattung Tarentula zusammengefasst.
Die wissenschaftliche Bezeichnung Alopecosa entstammt der griechischen Sprache und bedeutet Fuchs. Der Gattungsname selber ist ein Metonym und bedeutet etwa „Wie ein Fuchs jagend“.